# Hypolimnas usambara
Hypolimnas usambara is een vlinder uit de familie van de Nymphalidae. De wetenschappelijke naam voor deze soort is voor het eerst voorgesteld als Diadema usambara door Christopher Ward in een publicatie uit 1872.

## Verspreiding
Deze vlinder komt voor in de primaire bossen van Kenia (kust) en Tanzania (Zanzibar en het vasteland vanaf de kust tot in het Usambaragebergte). 

## Waardplanten
De rups leeft op soorten van de brandnetelfamilie (Urticaceae) waaronder Laportea-soorten en Scepocarpus hypselodendron (Hochst. ex A.Rich.) T.Wells & A.K.Monro.